# ساکسوفون آلتو
ساکسوفون آلتو (انگلیسی: Alto saxophone) که به نام آلتو ساکس نیز خوانده می‌شود، یکی از اعضای خانوادهٔ ساکسیفون و از ابزارآلات بادی موسیقی است که بوسیلهٔ یک بلژیکی طراح ابزار موسیقی، آدولف ساکس در دههٔ ۱۸۴۰ ابداع و در ۱۸۴۶ به ثبت رسمی رسیده است.

## ساختار
این ابزار از تنور کوچک‌تر، اما از سوپرانو بزرگ‌تر است. آلتو و تنور، پرکاربردترین انواع ساکسیفون هستند. بعلاوه، آلتو ساکس، پرکاربردترین است و معمولاً در موسیقی کلاسیک (از قبیل ارکستر بادی، موسیقی مجلسی، و تکنوازی)، گروه‌های نظامی، ارکستر بادی، و جاز (از قبیل گروه بزرگ، گروه جاز، سوینگ) استفاده می‌شود. ساکسیفون یک ساز عمومی است که نوازندگان آن می‌توانند هر نوع از موسیقی ساکسیفون را با آن بنوازند.
ساکسوفون آلتو از دسته سازهای انتقالی و در «می بمل» است.

## نگارخانه

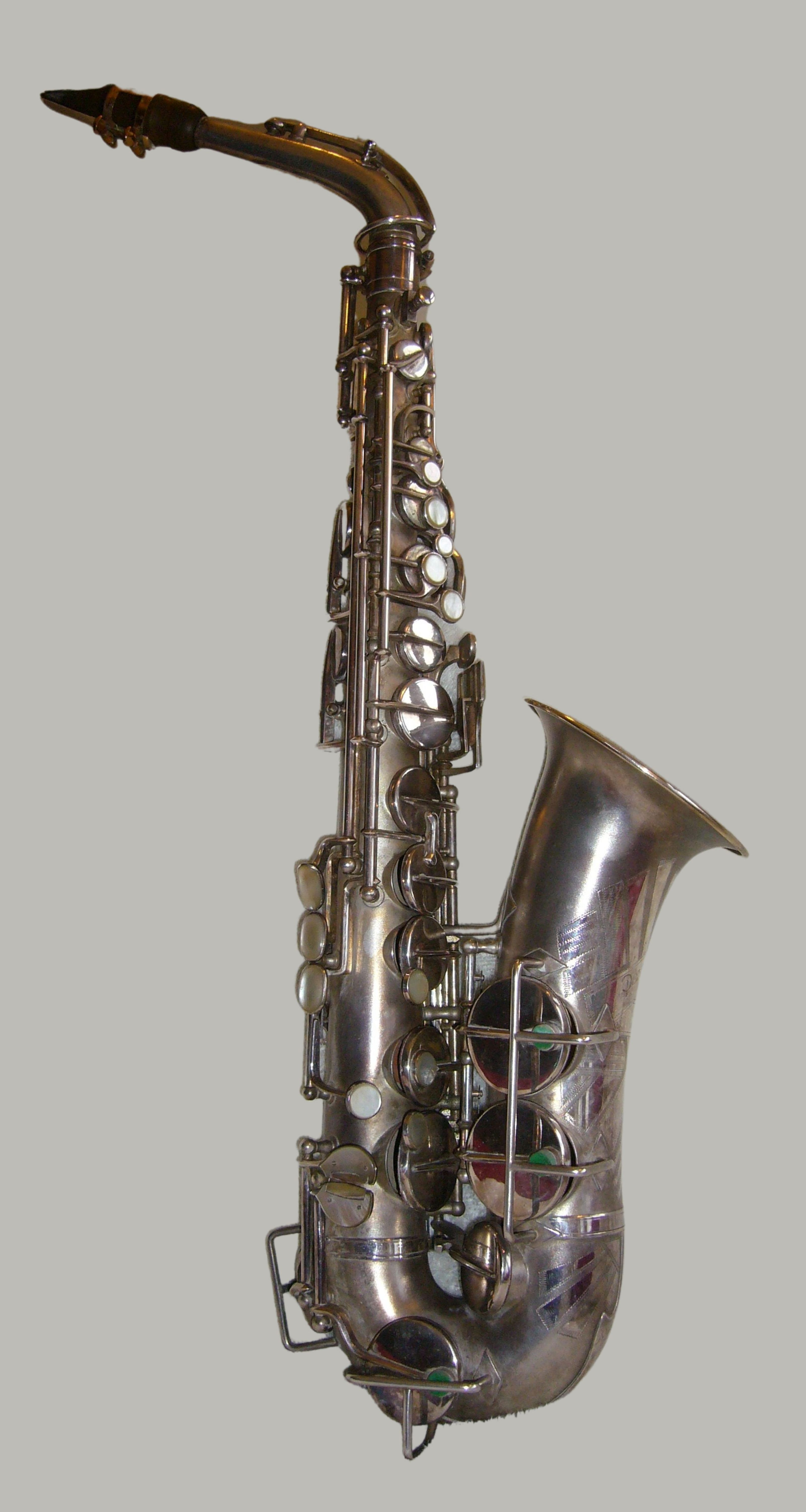
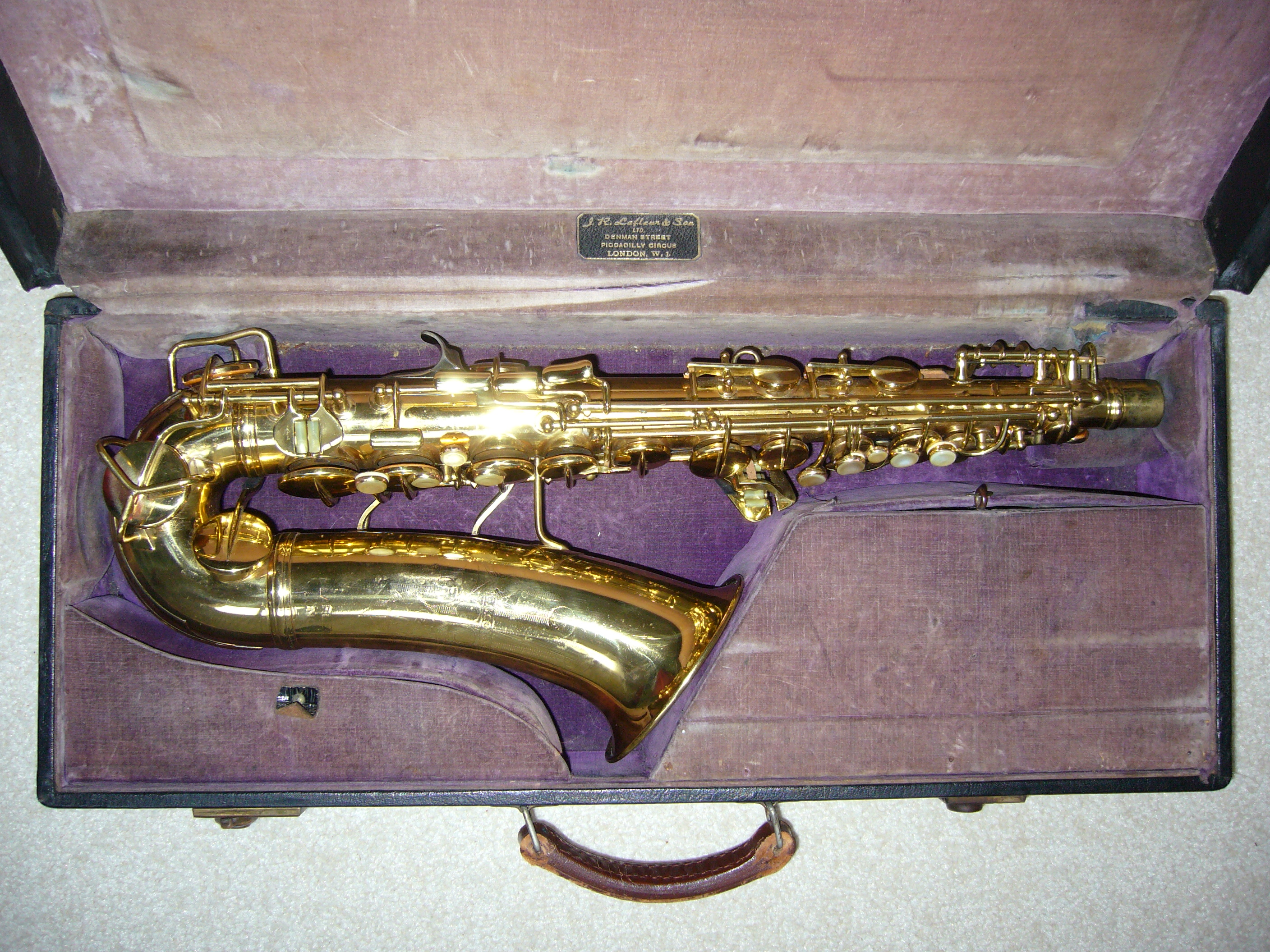
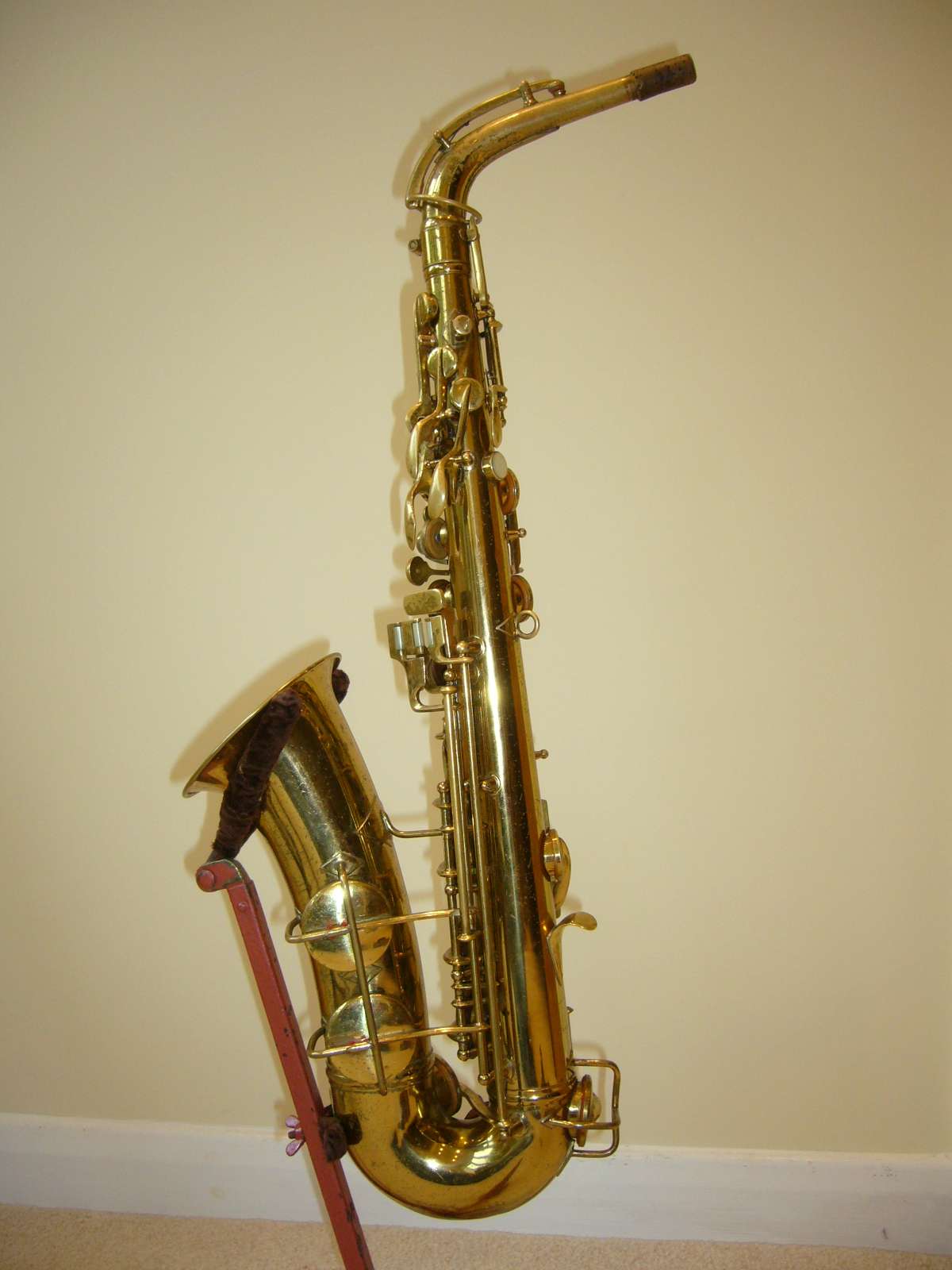
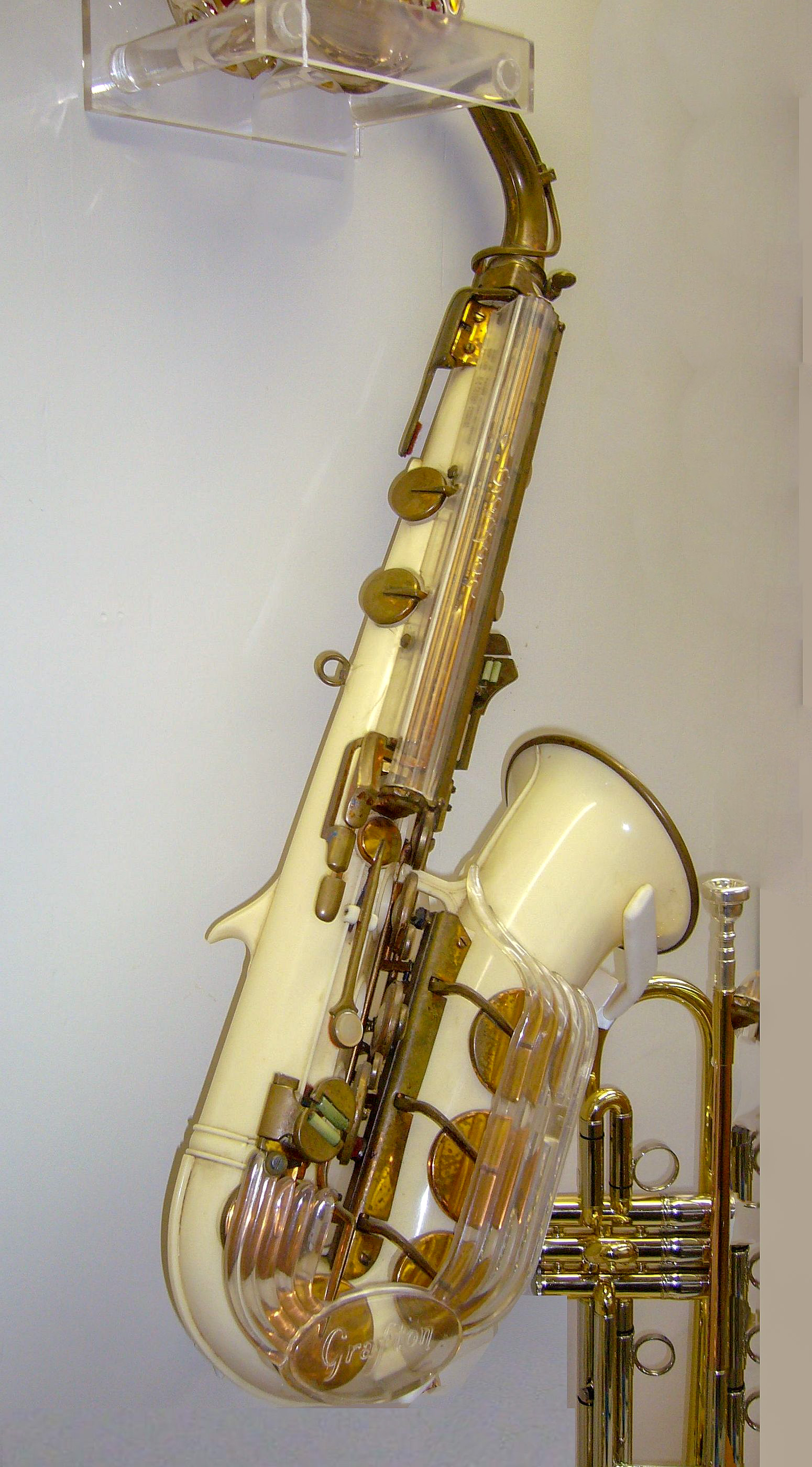
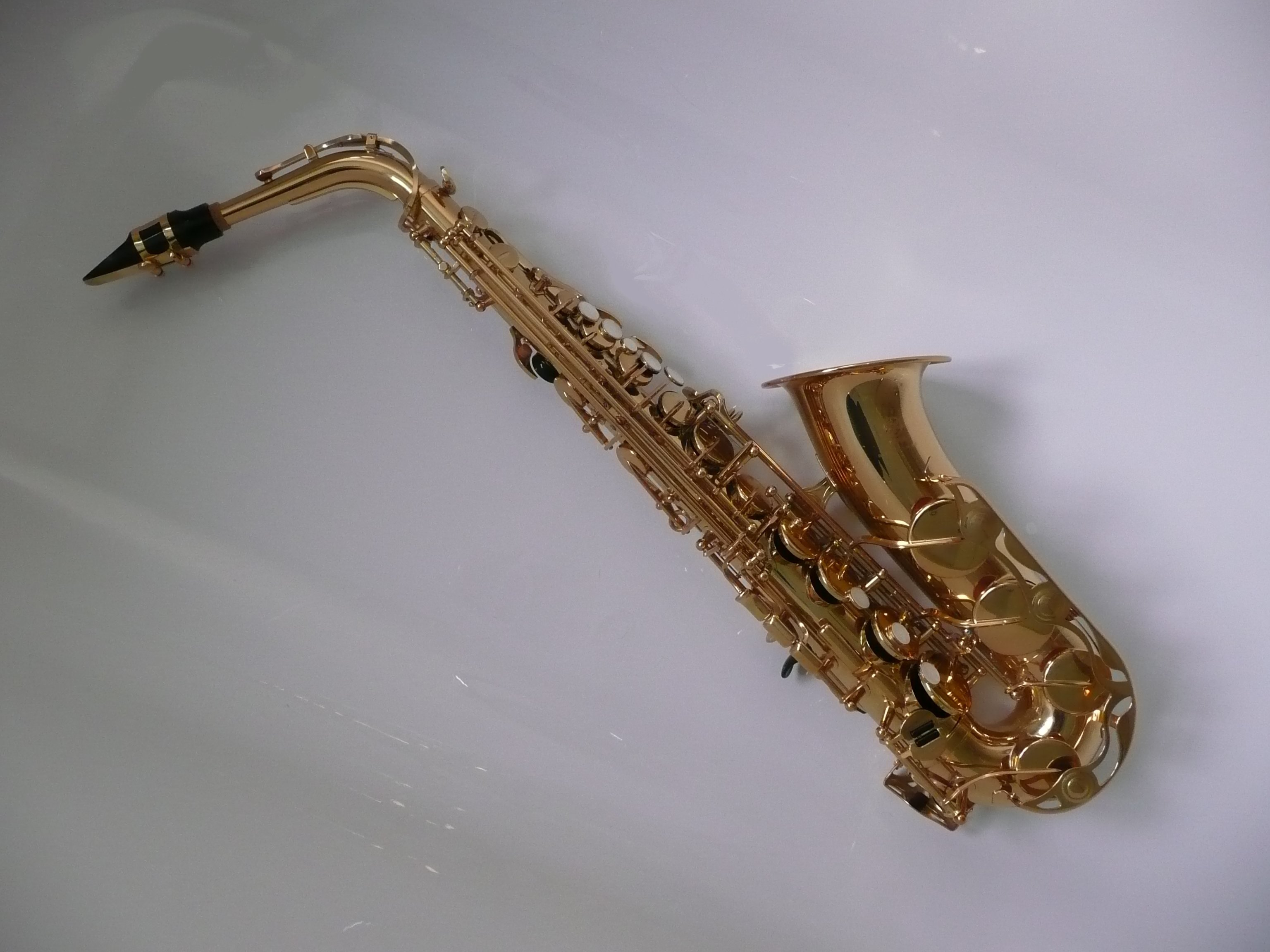
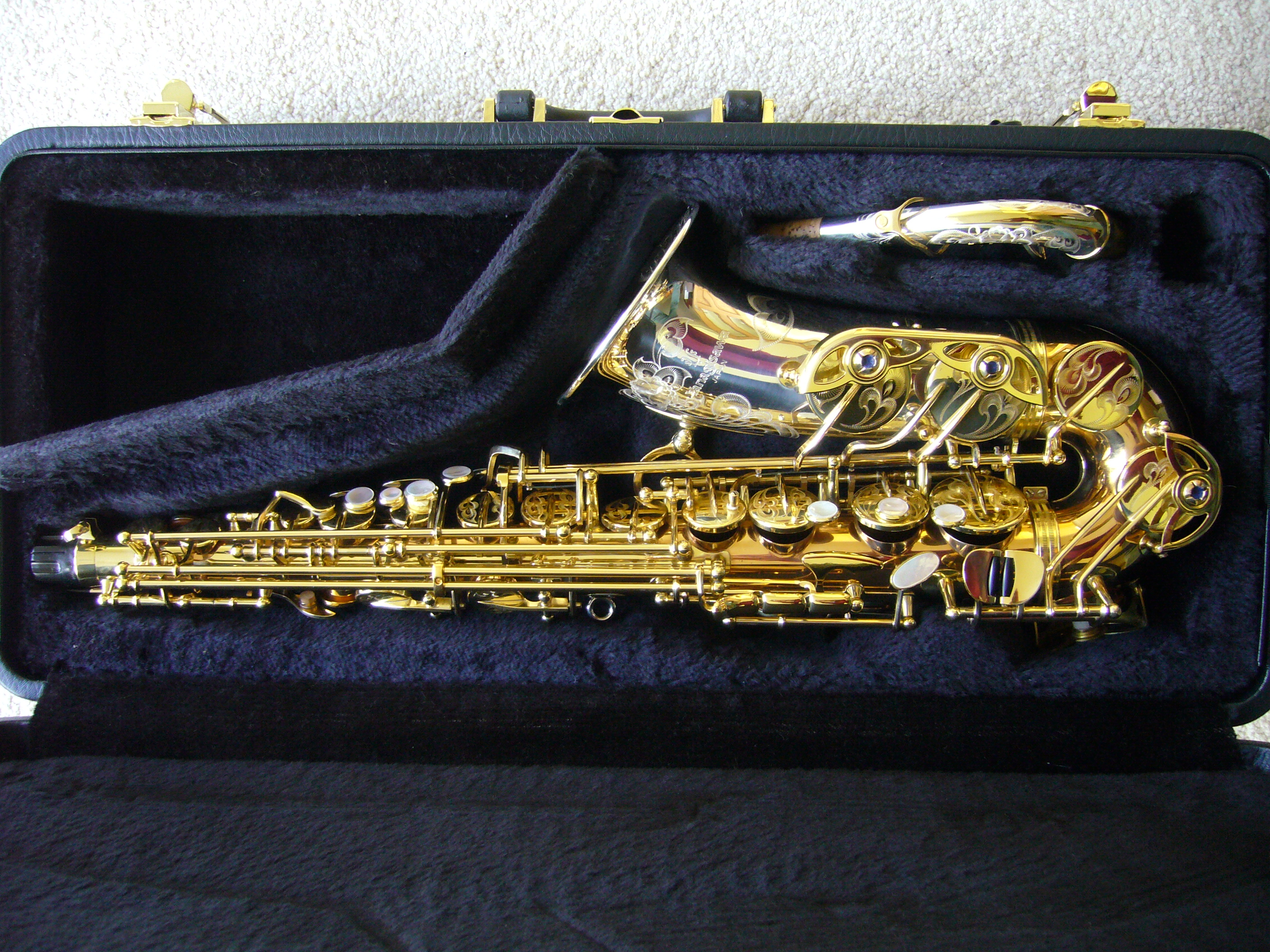
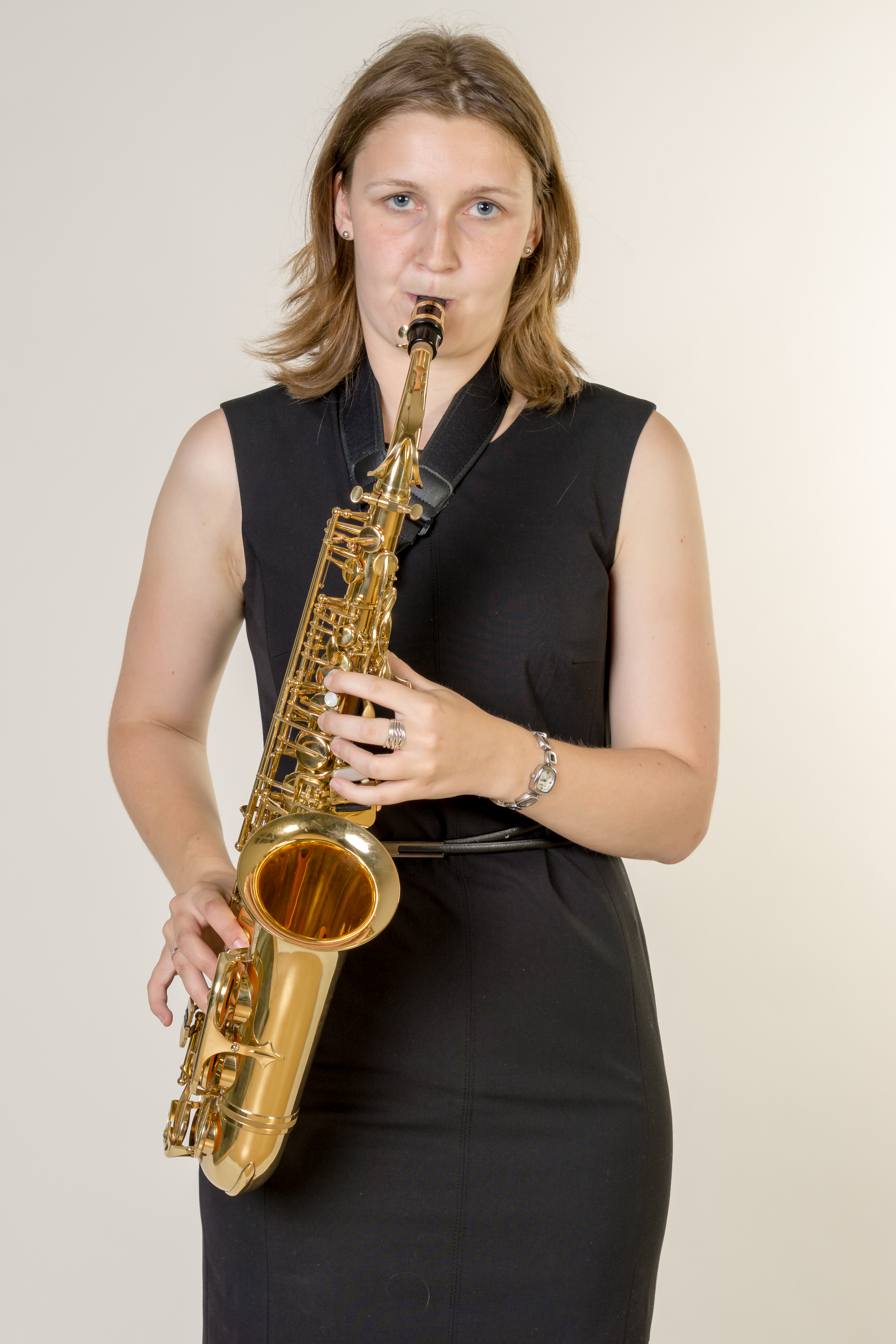